# Januari 1998
Dit artikel geeft een chronologisch overzicht van alle belangrijke gebeurtenissen per dag in de maand januari van het jaar 1998.

## Gebeurtenissen

### 1 januari
- België - De openbare omroep in Vlaanderen BRTN wordt omgedoopt tot VRT.
- Hutu-rebellen doden in Burundi 150 burgers in de buurt van de luchthaven van Bujumbura.
- Een rookverbod gaat in voor alle bars en restaurants in Californië.

### 2 januari
- In Thailand levert de bevolking sieraden in om de financiële crisis in het land te bestrijden.

### 3 januari
- Voor het eerst bereiken twee Belgen, Dixie Dansercoer en Alain Hubert, te voet en op ski's de Noordpool.
- De afgezette en eerder dood gewaande leider van de Rode Khmer, Pol Pot, ontvlucht Cambodja.

### 4 januari
- In de archieven van de BBC worden een reeks verloren gewaande opnames van de Rolling Stones (1963-1965) teruggevonden.
- Daniel arap Moi "wint" zoals gebruikelijk de presidentsverkiezingen in Kenia.
- Mae Questel, de stem van Betty Boop, overlijdt op 89-jarige leeftijd.

### 5 januari
- De wereldberoemde kleine zeemeermin in de haven van Kopenhagen wordt voor de tweede keer onthoofd.
- In Antwerpen gaat de nieuwe film van Stijn Coninx, Licht, in première.

### 6 januari
- De rechtbank in Leeuwarden veroordeelt twee mannen tot twee jaar cel wegens opzettelijk schoppen en slaan van Meindert Tjoelker, die daarbij de dood vond. In hoger beroep krijgen de twee mannen 2,5 jaar cel wegens medeplegen van doodslag.
- Het ruimtevaartuig Lunar Prospector wordt gelanceerd en zou later bewijzen vinden van de aanwezigheid van ijs op het maanoppervlak.
- De politie van Groningen rapporteert dat ze bij de ernstige rellen in de Oosterparkwijk een week eerder pas na uren kwam opdagen. De kwestie, mét de affaire-Lancée, kost achtereenvolgens korpschef Jaap Veenstra, burgemeester Hans Ouwerkerk en hoofdofficier van justitie Ruud Daverschot de kop. Ouwerkerk wordt burgemeester van Almere, Daverschot plaatsvervangend procureur-generaal in Arnhem. Twee relschoppers krijgen 240 uur werkstraf.

### 7 januari
- Luc Van Lierde en Gella Vandecaveye worden in België uitgeroepen tot respectievelijk sportman en -vrouw van het jaar 1997.
- De Amerikaanse kaskraker Titanic begint in Vlaanderen aan een echte veroveringstocht.

### 8 januari
- Ramzi Yousef wordt tot levenslang veroordeeld voor het beramen van de aanslag op het World Trade Center in 1993.
- Ontdekking van de chemische stof die ervoor zorgt dat nicotine verslavend werkt.
- Een windhoos richt aanzienlijke schade aan langs de Britse en Franse kust. In Frans-Vlaanderen wordt zelfs een heel dorp weggeblazen.
- De Indonesische roepia raakt in een vrije val. Beleggers hebben geen vertrouwen in de hervormingsplannen van president Soeharto voor de financiële crisis die in de zomer van 1997 is begonnen.

### 9 januari
- De Rus Anatoli Karpov blijft in Lausanne wereldkampioen schaken (FIDE) na winst tegen zijn uitdager, de Indiër Viswanathan Anand.
- Kosmologen kondigen aan dat de expansiesnelheid van het universum aan het vergroten is.
- Biljarter Dick Jaspers wint in Barendrecht de wereldbeker driebanden.

### 10 januari
- Het bestuurscomité van de PSC bevestigt de uitsluiting van oud-voorzitter Gérard Deprez.

### 11 januari
- Na dagenlange ijsregen zitten in het noordoosten van de Verenigde Staten en in het naburige Canada meer dan vier miljoen mensen zonder verwarming, licht of water.
- De Nederlandse dartsspeler Raymond van Barneveld wint voor de eerste maal in zijn carrière de Embassy door in een spannende finale de Welshman Richie Burnett met 6-5 te verslaan.

### 12 januari
- Op de wereldkampioenschappen zwemmen in Perth wint de Vlaming Frédérik Deburghgraeve de titel op de 100m schoolslag.
- Klaus Tennstedt, Duits dirigent, overlijdt op 71-jarige leeftijd.
- Bij een gewelddadige overval op een geldtransport in Borgworm komen twee geldkoeriers om het leven.
- Onder druk van de raad van bestuur neemt Adrien Vanden Eede ontslag als voorzitter van het BOIC.
- Dertien Europese landen gaan ermee akkoord om het klonen van mensen te verbieden.
- De beurskoersen in Hongkong en Singapore storten in na het bankroet van een grote zakenbank.

### 13 januari
- Irak verhindert een nieuwe ploeg wapeninspecteurs van de Verenigde Naties, die volgens Bagdad wordt overheerst door Amerikanen, aan het werk te gaan.
- Paula Jones, de vrouw die president Bill Clinton beschuldigt van seksuele intimidatie, eist twee miljoen dollar smartengeld. Clinton wordt later zes uur onder ede verhoord door haar advocaten.
- Minister Gerrit Zalm van Financiën heeft met vertrek gedreigd als Italië meedoet aan de euro, zo melden hoge ambtelijke en politieke bronnen. Premier Romano Prodi belt premier Wim Kok en vraagt om opheldering. In de Kamer zal Zalm herhaalde malen ontkennen met zijn portefeuille te hebben gezwaaid. In maart laat de minister zich overtuigen van de duurzaamheid van het Italiaanse financiële beleid.

### 14 januari
- Antarctica wordt officieel beschermd natuurgebied. De eerstvolgende 50 jaar zijn er alleen nog maar wetenschappelijke en vreedzame activiteiten toegestaan.
- De Algerijnse regering weigert de toegang tot het land aan een delegatie van de EU-trojka, die haar solidariteit wou betuigen en manieren voor humanitaire hulp aan de bevolking wou uitwerken.

### 15 januari
- Procureur-generaal Dato Steenhuis van de drie noordelijke regio's blijkt een betaalde bijbaan te hebben bij adviesbureau Bakkenist, dat een kritisch rapport schreef over het functioneren van politie en justitie in Groningen. Minister Winnie Sorgdrager (Justitie) zegt dat haar bij dit nieuws "de oren van het hoofd vielen". Steenhuis wordt overgeplaatst van Groningen naar Arnhem.
- Oost-Slavonië komt weer onder Kroatisch bestuur. De laatste VN-Blauwhelmen, onder wie ook een aantal Belgen, verlaten de streek.

### 16 januari
- In Turkije verbiedt het Constitutionele Hof de Islamitische Welvaartspartij (Refah) van oud-premier Necmettin Erbakan wegens fundamentalistische activiteiten.
- Het synodebestuur van de Gereformeerde Kerken in Nederland treedt af wegens de affaire-Van Drimmelen. De theoloog had in een artikel begrip gevraagd voor pedofielen en zich ook zelf voorgedaan als pedofiel.
- Peter Diamand, voormalig directeur van het Holland Festival, overlijdt op 84-jarige leeftijd.

### 17 januari
- Premier Wim Kok legt een uitspraak van het PvdA-congres naast zich neer over beperking van fiscale aftrek van de hypotheekrente. "Mensen met een gewoon huis en een gewoon inkomen moeten op mij kunnen rekenen", aldus Kok.

### 18 januari
- De Belgische film Ma vie en rose van Alain Berliner krijgt in Los Angeles de Golden Globe voor de beste niet-Engelstalige film.

### 19 januari
- Honduras en El Salvador ondertekenen een vredesakkoord, waarmee de (voetbal)oorlog, die in 1969 uitbrak, formeel wordt beëindigd.
- Carl Perkins, componist van Blue Suede Shoes, overlijdt op 65-jarige leeftijd.

### 20 januari
- De werkloosheid in Nederland is in 1997 sterker gedaald dan ooit. Het aantal werklozen is met 14,8 procent gedaald tot 375.000, aldus het CBS.

### 21 januari
- Paus Johannes Paulus II start aan een historisch bezoek aan Cuba en Fidel Castro. Het bezoek duurde tot 26 januari.

### 22 januari
- Superprocureur-generaal Arthur Docters van Leeuwen komt tijdens overleg op het departement van Justitie over de affaire-Steenhuis in aanvaring met minister Winnie Sorgdrager. Docters zou het hebben opgenomen voor zijn door Sorgdrager gekritiseerde collega Steenhuis, hetgeen in de media tot berichten over 'muiterij' leidde. De minister zegt hem ontslag aan. Docters wordt benoemd tot voorzitter van de Stichting Toezicht Effectenverkeer.
- President Bill Clinton wordt ervan beschuldigd in het Witte Huis anderhalf jaar lang een verhouding te hebben gehad met stagiaire Monica Lewinsky en haar te hebben aangespoord de relatie onder ede te ontkennen. De president ontkent de relatie met kracht.

### 23 januari
- Lezers staan in de rij voor deel vier (Het A.P. Beerta-Instituut) van J.J. Voskuils romancyclus 'Het Bureau', terwijl in Amsterdam het Meertens Instituut, waar de schrijver zijn leven lang werkte, voor verhuizing wordt onttakeld. Voskuil wint met Het Bureau deel drie (Plankton) de Libris Literatuurprijs, en bestemt het prijzengeld voor de actie Varkens in nood.

### 25 januari
- Bij de WK schaatsen sprint in Berlijn wint Jan Bos drie van de vier afstanden. Hij wordt de eerste Nederlandse wereldkampioen op de korte afstand.

### 26 januari
- De Amsterdamse rechtbank veroordeelt drugsverdachte Etienne U. tot zes jaar cel. Het onderzoek naar U. moest worden overgedaan wegens ongeoorloofde opsporingsmethoden, die eerder hadden geleid tot de IRT-affaire. In hoger beroep schorst het gerechtshof U.'s voorlopige hechtenis.
- Bill Clinton ontkent op de Amerikaanse televisie dat hij een seksuele relatie had met stagiaire Monica Lewinsky.
- Compaq neemt Digital Equipment Corporation over voor een bedrag van 9,6 miljard dollar. Het is de grootste overname in de geschiedenis van de computerbranche. De gezamenlijke omzet bedraagt 37,5 miljard.

### 27 januari
- De topmannen van Shell (Herkströter), Unilever (Tabaksblat) en Akzo Nobel (Van Lede) staan bij premier Wim Kok op de stoep om hem te vragen de geplande zwaardere belasting opties te laten vallen. Er volgt grote verontwaardiging en ook Kok zegt geen medelijden te hebben de 'captains of industry'.

### 28 januari
- Het ontwerp van Joost Swarte voor de nieuwe Toneelschuur wordt goedgekeurd door Haarlemse gemeenteraad.
- Autoconstructeur Ford kondigt de overname van sectorgenoot Volvo aan voor €4,96 miljard.

### 29 januari
- De Engelse hofdichter Ted Hughes (67) publiceert Birthday Letters, een geruchtmakende en hooggeprezen gedichtenbundel over zijn relatie met en de zelfmoord van de Amerikaanse dichteres Sylvia Plath. Hughes sterft op 29 oktober, waarna een discussie ontbrandt over wie zijn opvolger als 'Poet Laureate' moet worden.

### 30 januari
- Na een geruchtmakend proces veroordeelt het gerechtshof in Amsterdam hasjhandelaar Johan V., alias De Hakkelaar, tot 5,5 jaar celstraf en een boete van een miljoen gulden. De advocaten van V. bekritiseren het gebruik van kroongetuigen, het gerechtshof keurt de handelwijze van justitie goed.

### 31 januari
- Koningin Beatrix viert haar zestigste verjaardag met een groots privé-feest in Amsterdam. Initiatieven vanuit de bevolking worden niet op prijs gesteld.

<< · januari · februari · maart · april · mei · juni · juli · augustus · september · oktober · november · december · >>